# Knjižnice grada Zagreba
Knjižnice grada Zagreba su najveća organizirana mreža narodnih knjižnica u Zagrebu. Obavljaju zadaću županijske matične službe za narodne i školske knjižnice na području Grada Zagreba i Zagrebačke županije. Pokrivaju knjižnice na 42 lokacije i 2 bibliobusa. Središnje knjižnice su Gradska knjižnica i Knjižnica Božidara Adžije.
U knjižnicama se nalazi više od 2.356.927 svezaka knjiga. Knjižnice grada Zagreba također se brinu za nekoliko specijaliziranih zbirki: zavičajnu zbirku Zagrabiensiu, zbirku rijetkih knjiga i rukopisa RARA, zbirku vrijednih starih zagrebačkih izdanja periodike, zbirku audiovizualne građe i zbirku elektroničkih publikacija.
Godine 2007. mreži su se priključile i (do tad samostalne) Knjižnice Vladimira Nazora, Knjižnice Marina Držića, Knjižnica i čitaonica Bogdana Ogrizovića i Knjižnica Medveščak.
Matična služba Knjižnica grada Zagreba nalazi se na Trgu Ante Starčevića, u zgradi Gradske knjižnice, nekad Starčevićevog doma.

## Knjižnice u sklopu mreže
- Gradska knjižnica
  - Središnja knjižnica Rusina i Ukrajinaca u Hrvatskoj
- Knjižnica Božidara Adžije
- Knjižnica Tina Ujevića
- Knjižnica Prečko
- Knjižnica Voltino
- Knjižnica Knežija
- Knjižnica Staglišće
- Knjižnica Ljubljanica
- Knjižnica Dubrava
- Knjižnica Medveščak
- Knjižnica M2
- Knjižnica Novi Zagreb
- Knjižnica Dugave
- Knjižnica Savski gaj
- Knjižnica Vjekoslava Majera
- Knjižnica Sloboština
- Knjižnica Mala Mlaka
- Knjižnica Augusta Cesarca
- Knjižnica Sesvete
- Knjižnica Selčina
- Knjižnica Dubec
- Knjižnica Silvija Strahimira Kranjčevića
- Knjižnica Ivane Brlić Mažuranić
- Knjižnica Ante Kovačića
- Knjižnica Marije Jurić Zagorke
- Knjižnica Marina Držića
- Knjižnica Ivana Gorana Kovačića
- Knjižnica "Savica"
- Knjižnica i čitaonica Bogdana Ogrizovića
- Knjižnice Vladimira Nazora
- Bibliobus

## Vanjske poveznice
- Knjižnice grada Zagreba
- Online katalog Knjižnica grada Zagreba